# Фада-Нґурма

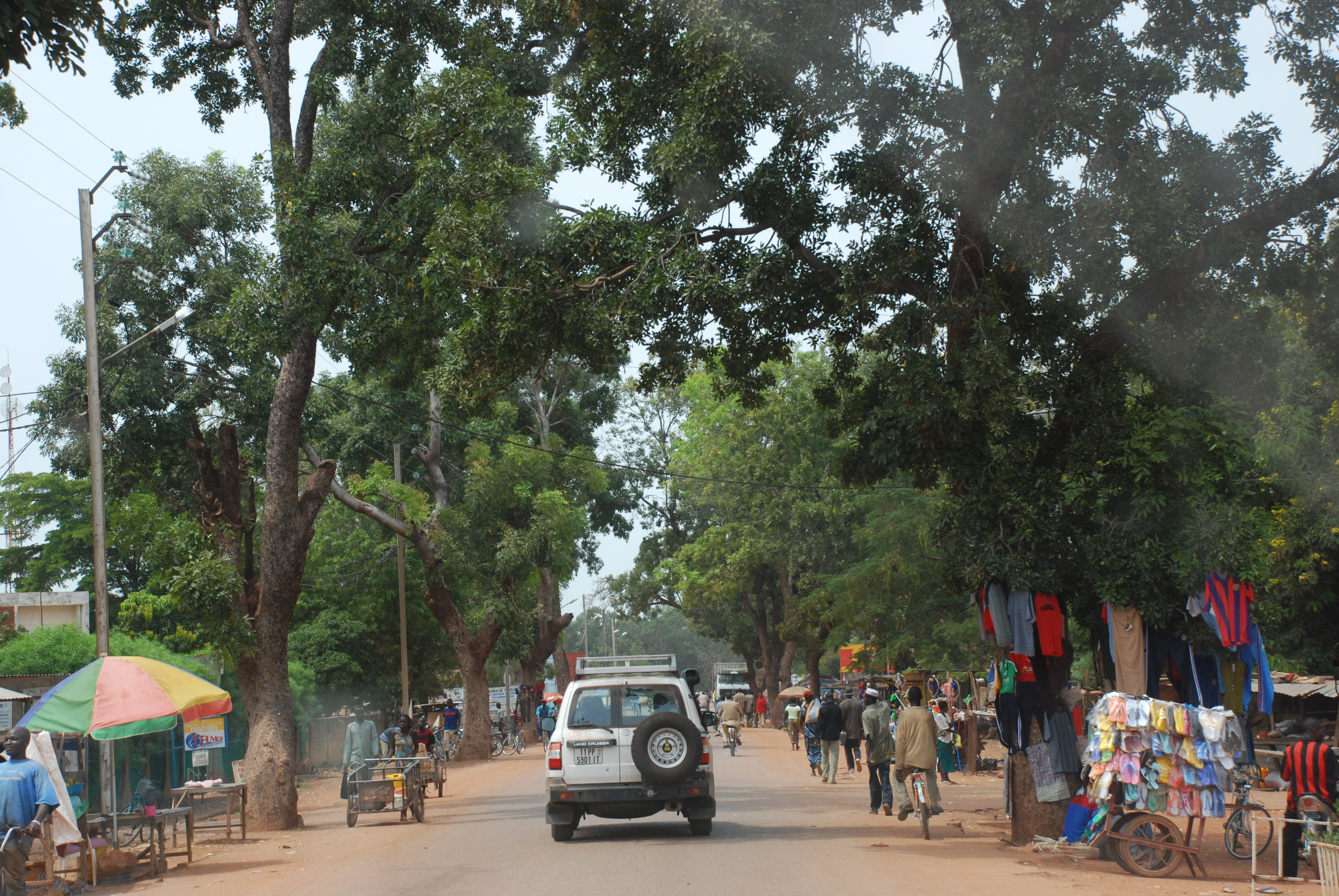

Фада-Нґурма (фр. Fada N'Gourma) - місто і міська комуна в Буркіна-Фасо. Розташована за 219 км від Уагадугу. Заснована в XVIII столітті правителем Ґурме Яндабілі.

## Географія
Місто Фада-Нґурма розташоване в східній частині Буркіна Фасо. Воно є головним містом Східної області і провінції Ґурма; тут знаходиться резиденція верховного правителя (короля) народів ґурма. На південь від міста лежить територія буркінійських природних заповідників.
Населення міської комуни становить 41785 особи (на 2006). В адміністративному відношенні місто розділене на 11 секторів. Чинний мер - Мумуні Косту. Емблема Фада-Нґурма - крокодил.

## Транспорт
У Фада-Нґурма знаходиться аеропорт . Через місто проходить шосе, що з'єднує Уагадугу з Ніамеєм.

## Економіка
Відоме виробництвом покривал і килимів, а також медом.

## Культура
Починаючи з 2003 року в Фада-Нґурма відбувається щорічний фестиваль культури народу фульбе (Фінатава).

## Міста-побратими
Фада-Нгурма полягає в дружніх взаєминах з наступними  містами-побратимами:
| - Тамале, Гана (2003) - Еперне, Франція |